# 博姆德斯帕科
博姆德斯帕科是巴西米纳斯吉拉斯州的一个市镇。总面积1209.139平方公里，总人口42260人，人口密度35人/平方公里。